# Церера (мифология)
Цере́ра (лат. Cerēs) — древнеримская богиня урожая и плодородия, ответственная за произрастание и созревание злаков и других растений. Также была связана с подземным миром и могла насылать на людей безумие; покровительствовала материнству. Была наиболее почитаемой среди плебеев. Авентинская триада божеств Цереры, Либера и Либеры противопоставлялась патрицианской Капитолийской троице Юпитера, Юноны и Минервы. Её храм стал центром борьбы плебеев за свои права, архивом плебейских магистратов, убежищем для преследуемых лиц из низших сословий, а также местом раздачи им хлеба.

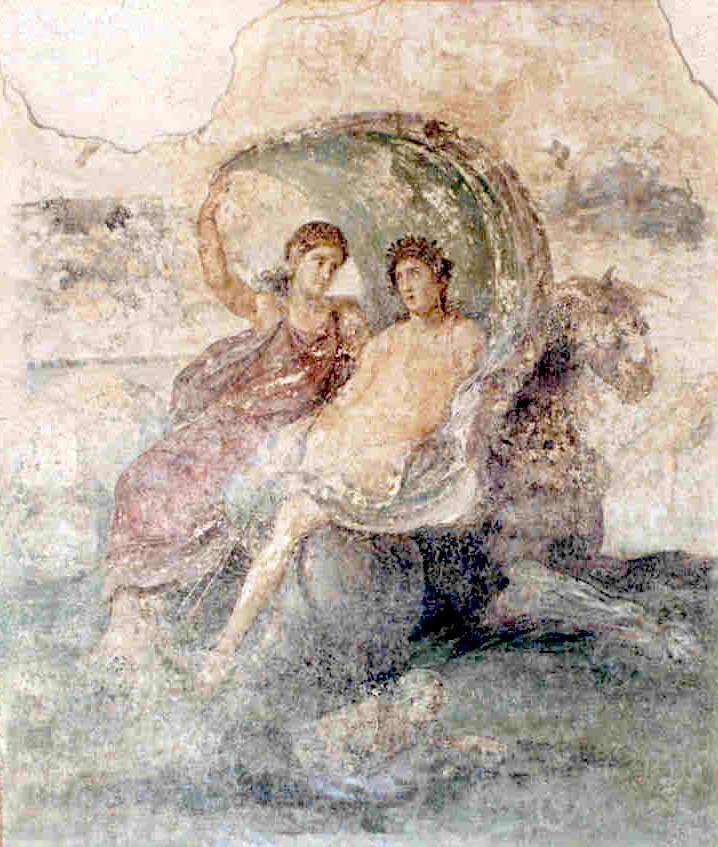
Дионис и Деметра-Церера, фреска из Стабии, I век

В III веке до н. э. культ Цереры эллинизируется и сближается с таковым Деметры. С этим связан перенос древнегреческого мифа в римскую религию. Когда бог подземного царства Плутон похитил дочь Цереры Прозерпину, безутешная мать после долгих поисков поселилась у входа в Тартар. Из-за этого возник риск того, что природа погибнет и на земле перестанут произрастать злаки и другие растения. Поэтому Юпитер распорядился отпускать Прозерпину к матери, но в то же время она должна была проводить часть времени с супругом в Царстве мёртвых. Возвращение дочери к Церере и сопутствующее оживление природы вошли в римскую традицию в виде весеннего праздника цереалий.

## Этимология
Согласно античным представлениям, происхождение имени римской богини плодородия связано с латинским словом gerere «вынашивать», «порождать», «производить». Древнеримский учёный-энциклопедист Марк Теренций Варрон цитирует Квинта Энния «quae quod gerit fruges, Ceres» («так как она рождает фрукты, именуется Церерой»), добавляя, что на начальных этапах развития латинского языка «C» и «G» были тождественны. Мавр Сервий Гонорат связывает её имя со словом creare «производить», «создавать». В комментариях к произведениям Вергилия содержится утверждение «Ceres a creando dicta» — «Цереру именуют так, за то, что она создаёт».

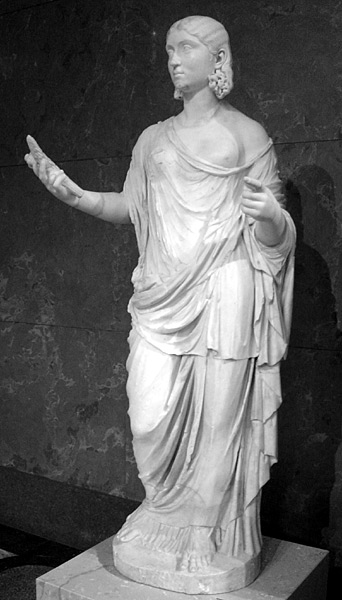
Погребальная статуя неизвестной женщины, изображённой в виде Цереры. Середина III в. н. э., Лувр

Согласно современным представлениям, латинское слово «Ceres» (произносится «ке́рес») происходит от протоиндоевропейского корня ḱer-, обозначающего «расти», «заставлять расти», «питать». В свою очередь, имя богини плодородия перешло в такие слова, как англ. create «создавать, творить», англ. increase «расти», «возрастать», которые, в свою очередь, стали основой для формирования термина «креативность».

## Функции
Одна из древнейших богинь, от которой, по мнению италиков, зависело произрастание и созревание злаков. Также она была связана с подземным миром и могла насылать на людей безумие. Казнимые за ряд тяжких, по мнению древних римлян, преступлений лица как бы «передавались Церере», а их имущество переходило в ведение жрецов храма богини. При соблюдении соответствующих обрядов она помогала умершим стать манами — блаженными душами, которые помогали своему роду. В противном случае они могли стать лярвами, приносящими несчастья. Для обеспечения нормальной жизни состоятельные римляне периодически приносили в жертву этой богине свиней, а бедные — пшеницу, цветы и либации. Одновременно Церера покровительствовала переходу девочек в женщин, незамужних в замужние, а также материнству. Впоследствии её функции сузились до божества урожая и злаков.
Во многом функции Цереры перекликались с таковыми Матери-земли Теллус. Персонификация земли Теллус давала место для произрастания семян и плодов, а Церера в свою очередь вдыхала в них жизнь. Эти богини покровительствовали миру, так как война несёт разорение землепашцам, в то время как в условиях мира возникали условия для развития земледелия.
Близкими к Церере были Либер и Либера, боги виноградарства, которых могли представлять в качестве детей богини плодородия. Впоследствии, по мере эллинизации древнеримской религии, Либера стали отождествлять, наравне с Вакхом, с Дионисом, а Либеру — с Персефоной, получившей римское имя Прозерпины.

## Культ

### Почитание
На определённом этапе истории Древнего Рима, в период противостояния патрициев и плебеев, одновременно существовали культы как для знати, так и для низших классов. Церера, как богиня земледелия, была наиболее почитаема среди плебеев. Авентинская триада божеств Цереры, Либера и Либеры противопоставлялась патрицианской Капитолийской троице Юпитера, Юноны и Минервы. После примирения с патрициями Цереру стали почитать как общую богиню римского народа. Впоследствии, когда противоречия между знатью и народом вновь обострились, Церере противопоставили Кибелу. Их функции в целом были схожими, но знать почитала Кибелу, в то время как народ отдавал предпочтение Церере. За соблюдением правильного исполнения жертвоприношений и празднеств в честь богини плодородия на государственном уровне следил один из двенадцати младших фламинов.
Как минимум с III века до н. э. официальный культ Цереры и Прозерпины стали связывать с традиционными добродетелями римлянки. Этому способствовало усиление плебса, увеличение рождаемости среди простолюдинов при одновременном её падении в патрицианских семьях. В конце существования Римской республики Цереру начинают именовать «Мать Церера», подчёркивая её значения прародительницы (лат. genetrix) и кормилицы (лат. alma).
В позднюю императорскую эпоху культ Цереры начинают «забывать». Последние монеты с изображением этой богини относятся ко времени правления Клавдию Готскому (268—270). Последние сведения о мистерии в честь Цереры относятся к V столетию н. э., когда все нехристианские культы были уже запрещены.

### Храмы
Изначально римляне поклонялись тем или иным богам, используя различные места и предметы в качестве их символов. Для Цереры таковыми были колосья пшеницы. Впоследствии римляне заимствовали у греков и этрусков человекоподобные образы богов и богинь, которым стали строить их собственные дома, то есть храмы.
В 493 году до н. э. между холмами Палатин и Авентин построили храм, посвящённый божествам плебейской триады Церере, Либеру и Либере. Его соорудили на средства, взятые из военной добычи римского войска под командованием Авла Постумия после битвы при Регилльском озере во время первой Латинской войны в 496 году до н. э. Он стал центром борьбы плебеев за свои права, архивом плебейских магистратов, убежищем для преследуемых лиц из низших сословий, а также местом раздачи им хлеба. Антиковед Е. М. Штаерман указывает, что храм стал центром плебса не сразу, а изначально его построили ради блага города и всех граждан. Он должен был стать центром, в котором совершали жертвоприношения богам, ответственным за плодородие.
Кроме Рима, храмы Церере строили и в других городах Римской империи. Имеются сведения о существовании её храмов в Капуе, Теано, Помпеях, Фалериях, Остии и других. Особой популярностью она пользовалась в сельскохозяйственной провинции Африка.

### Мундус Цереры
Мундус (лат. Mundus «мир») Цереры представлял собой полусферическую яму, которая, согласно Плутарху, располагалась в области Комиция. Весь год она была закрыта каменной крышкой (лат. lapis manalis). Три раза в год — 24 августа, 5 октября и 8 ноября — камень снимали, после чего объявляли: «Mundus patet» («Мундус открыт»). После этого совершали жертвоприношения богам плодородия и подземного мира, в том числе и Церере, как богине плодородия и стража врат подземного мира. В эти дни, согласно верованиям древних римлян, души мёртвых получали возможность пребывать среди живых.
Согласно Плутарху, мундус был заложен ещё основателем Рима Ромулом. Эту яму объявили центром города, а каждый из первых римлян бросил в неё горсть земли, которую принёс из своих родных краёв. Согласно современным представлениям, мундус являлся первым зернохранилищем, которое впоследствии приобрело символический и религиозный контекст.

### Праздники
Праздники в честь Цереры отмечались в особо важные для сельского хозяйства дни. При жертвоприношениях богине плодородия жертвами в основном служили свиньи, которые уничтожают посевы и чья смерть, соответственно, по мнению древних римлян, была наиболее приятной для Цереры.
Паганалии
Паганалии не имели чётко определённого дня и зависели от посева. Их введение приписывали полулегендарному шестому римскому царю Сервию Туллию. Древние римляне считали, что в этот день поле готово к будущему посеву, но ему надо дать возможность отдохнуть и не наносить плугом ран. Для крестьянина день был выходным; вечером устраивали скромный пир. Фламин совершал жертвоприношение Теллус и Церере. Одновременно он перечислял 12 то ли эпитетов этих богинь, то ли младших богов, ответственных за те или иные элементы посевных работ.
К ним относятся:
1. Vervactor — «тот, кто первым начинает заниматься паровым полем»[33];
2. Redarator — «тот, кто готовит землю»[34];
3. Inporcitor — «тот, кто пашет с широкой бороздой»[35];
4. Insitor — «тот, кто сажает семена»[35];
5. Obarator — «тот, кто проводит первую вспашку»[36];
6. Occator — «тот, кто боронит»[35];
7. Serritor — «тот, кто копает»;
8. Subruncinator — «тот, кто пропалывает[37]»;
9. Messor — «тот, кто пожинает»[38];
10. Convector — «тот, кто несёт зерно»[39];
11. Conditor — «тот, кто хранит зерно»[39];
12. Promitor — «тот, кто разбрасывает зерно»[34].

Цереалии
Основным праздником в честь богини плодородия являлись цереалии, начинавшиеся 11 или 12 апреля и затем справлявшиеся 8 дней. В эти дни люди наряжались в праздничные одежды. В цирке проводили скачки и сценические игры, включая травлю лисиц, к хвостам которым привязывали факелы. По полям разбрасывали орехи, что должно было защитить их от зноя и стимулировать рост урожая. Богине совершали жертвоприношения. Люд устраивал пышные трапезы, приглашая к столу в честь дающей сытную пищу богини чуть ли не всех проходящих мимо их дома. Особо праздник почитался среди низших классов римского общества, непосредственно связанных с сельскохозяйственными работами.
Другие праздники
После эллинизации культа Цереры и слияния его с таковым Деметры появились женские мистерии в честь возвращения к Церере дочери Прозерпины, которым предшествовало девять дней воздержания. Частью религиозной жизни римлян были праздничные пиршества лектистернии, когда рядом со столами с едой стояли специальные ложа со статуями главных божеств, включая Цереру. Все собравшиеся угощали как божества, так и угощались сами. Такие ритуалы практиковали во время суровых испытаний и тяжёлых войн.

## Связь законодательства Древнего Рима и культа Цереры

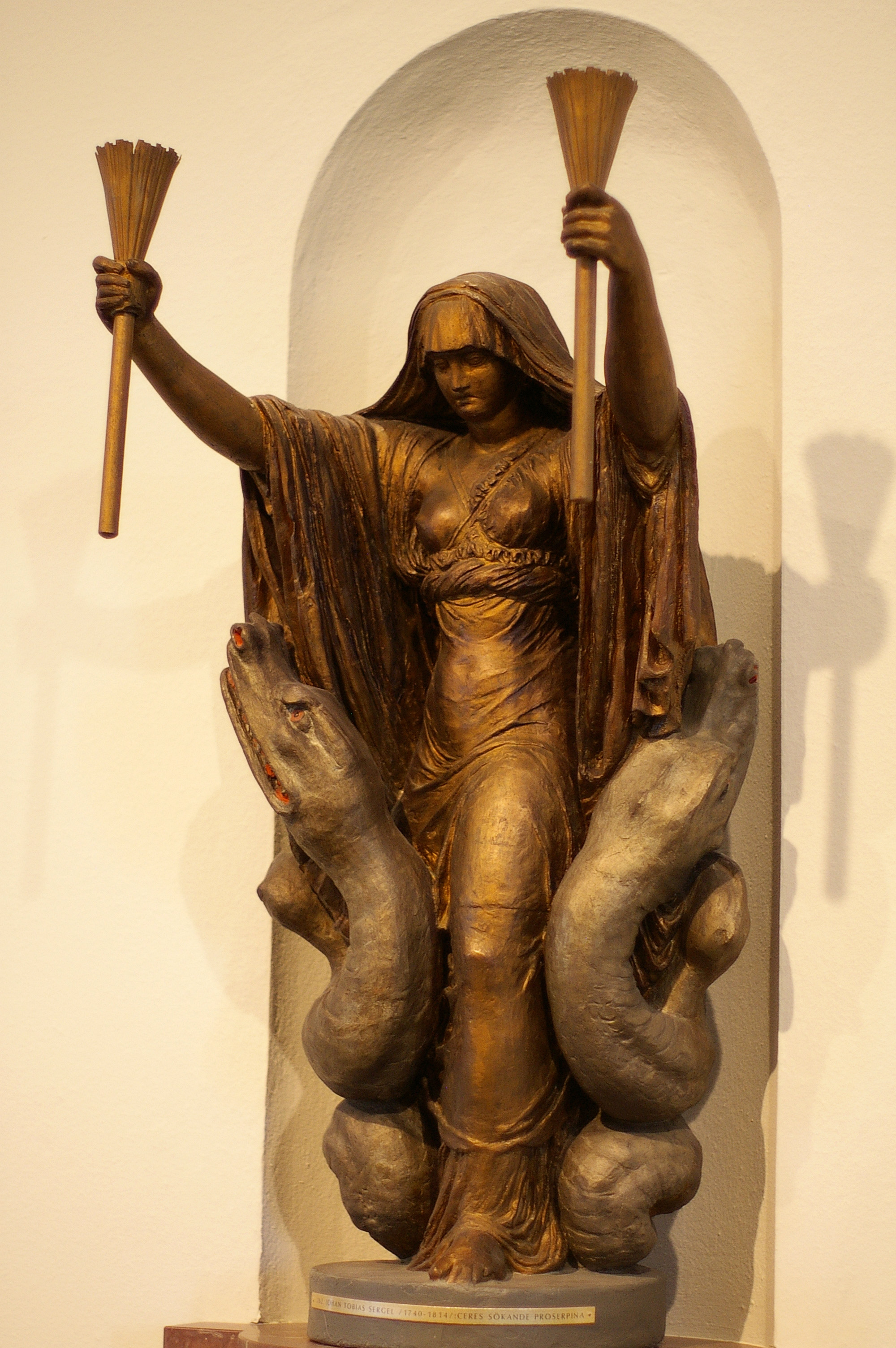
Церера с факелами в сопровождении змей. Скульптура конца XVIII — начала XIX столетия

Пользуясь наибольшим почётом среди плебса, Церера стала покровительницей и защитницей прав, законов и представителей низшего класса древнеримского общества. Основание храма Авентинской триаде совпало с принятием Lex Sacrata, который не только установил должности плебейских трибунов и эдилов, но и сделал их неприкасаемыми и неподсудными. Карой нарушившему запрет становилась казнь, которая рассматривалась в качестве жертвы Юпитеру, в то время как имущество распродавалось в пользу храма Цереры, Либера и Либеры. Закон Гортензия 287 года до н. э. сделал законы, принимаемые плебеями, обязательными для всех граждан Рима, включая патрициев. Официальные законы сената несли и помещали в храм Цереры, где они находились под охраной эдилов и богини, а консулы потеряли возможность изменять их в пользу патрициев. В храме находили убежище плебеи, которым угрожали патрицианские магистраты. Таким образом, Церера получила также эпитет «дающей законы» (лат. legifera), что соответствует «Деметре Законодательнице».
В 131 году до н. э., после того как был убит народный трибун Тиберий Гракх по обвинению в намерении восстановить царскую власть, для искупления греха перед Церерой, согласно Цицерону, жрецы из коллегии децемвиров отправилась в Энну. Эта область благодаря своему плодородию считалась местом пребывания Цереры. В той же речи древнеримский оратор клеймит губернатора Сицилии Гая Верреса за ненадлежащее отношение к фермерам, находящимся под особой защитой богини плодородия в месте её «земного дома», а также краже из местного храма Цереры.
Согласно верованиям древних римлян, когда первая борозда Цереры открыла для людей царство Теллус, то она же и определила переход к оседлой и цивилизованной жизни. Соответственно, преступления, направленные на уничтожение чужого урожая, в том числе путём порчи, присвоение части чужого поля перенесением межи, выпас собственной скотины на общественных землях, расценивались как преступления против Цереры и римского народа. Согласно законам двенадцати таблиц, любой совершеннолетний человек, который испортил или собрал не принадлежащий ему урожай, подлежал смертной казни (Cereri necari — «принесения в жертву Церере»), а несовершеннолетнего следовало, по усмотрению претора, либо высечь, либо заставить вдвойне возместить нанесённый ущерб.

## Мифы

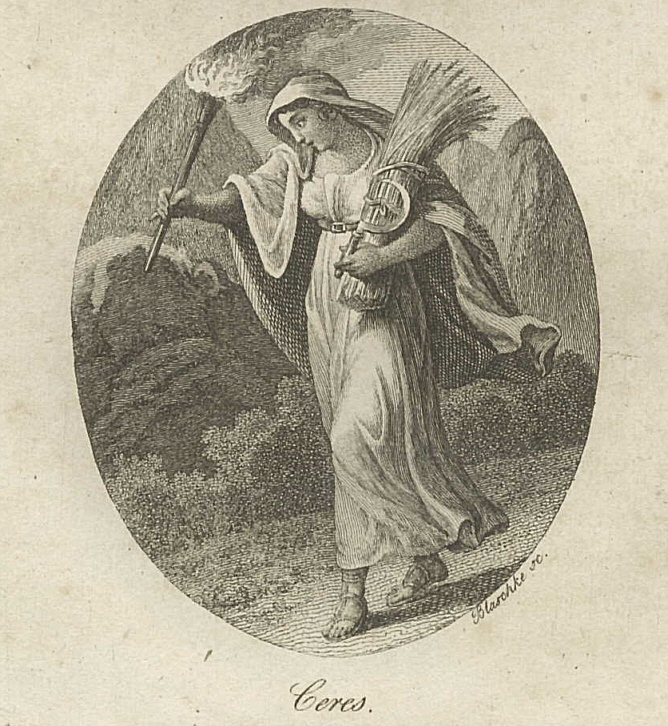
Церера в поисках Прозерпины

В III веке до нашей эры культ Цереры эллинизируется и сближается с таковым Деметры. В «Фастах» Овидия описана римская версия мифа об утерянной дочери Цереры Прозерпине, или Персефоне. Во время пира у Аретусы Прозерпина с подругами собирала цветы. Её заметил бог подземного царства Плутон, который схватил девушку и унёс к себе, где она стала его женой. Церера долго искала свою дочь. В конечном итоге она обратилась к Солнцу, которое видит всё, что происходит днём. Бог Солнца Сол открыл ей историю с похищением. Безутешная мать после этого покинула небесные чертоги и поселилась у входа в Тартар. Таким образом, возник риск того, что природа погибнет и на земле перестанут произрастать злаки и другие растения. Поэтому Юпитер распорядился отпускать Прозерпину к матери, но в то же время она должна была проводить часть времени с супругом в царстве мёртвых. Возвращение Прозерпины к матери и сопутствующее оживление природы древние римляне праздновали во время цереалий в первой половине апреля.

## Изображения Цереры
До сегодняшних дней не дошло ни одного из самых ранних изображений Цереры, до постройки храма на Авентине. С III столетия до н. э. имеется явная связь Цереры с Деметрой. Она появляется с двумя факелами в поисках Прозерпины; иногда она стоит в запряжённой змеями колеснице; сидит на священном сундуке. Иногда она держит в руках кадуцей. Со времени правления Октавиана Августа её могли изображать появляющейся из земли с обвитыми змеями руками. В руках она держит колосья и маки, а голову украшает венок из фруктов, виноградной лозы и других растений. На скульптурах Церера обычно носит пшеничный венок, а в руках держит колосья.

### Церера на монетах и банкнотах

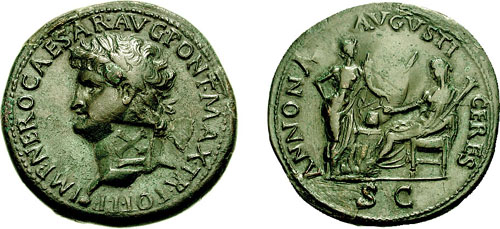
Аннона и Церера на сестерции Нерона

Впервые изображение Цереры появляется на декстансах (5⁄6 асса), отчеканенных в италийских городах. Впоследствии её чеканят на римских монетах, как республиканского, так и императорского периодов. Как правило, на её голове венок из различных растений, а в руке — колосья, цветы мака. На монетах Цереру чеканили как сидя, так и стоя. Основными атрибутами служили пучок колосьев в одной руке и рог изобилия, змея, факел или посох. Достаточно часто Цереру изображают рядом с богиней, благословляющей жатву, Анноной.

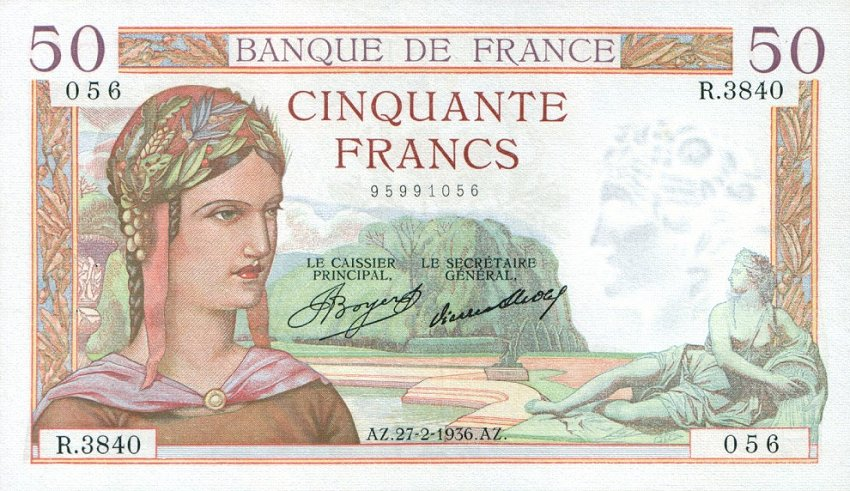
Аверс банкноты пятьдесят французских франков «Церера»

Почти через полторы тысячи лет после падения Римской империи Церера вновь появилась на деньгах. Во Франции в 1934—1940 годах печатали банкноту номиналом в десять франков с изображением Цереры на аверсе, а также в 1946 году десять франков с Церерой как на аверсе, так и на реверсе; в 1934—1940 годах — пятьдесят франков, в 1938—1939 годах — триста франков, в 1943—1944 годах — пятьсот франков, в 1937—1940 годах — тысячу франков.
В 1848 году, после февральской революции, когда был свергнут Луи-Филипп I и установлена Вторая Французская республика, встал вопрос о чеканке новой серии монет. Среди множества вариантов победили предложения медальера Луи Мерлея с изображением Цереры на золотых монетах, а также Удине с Церерой на серебряных пяти франках. Кроме этого, древнеримская богиня плодородия эпизодически появлялась на монетах Андорры, Гибралтара и Чили
Кроме французских, Цереру эпизодически помещали на банкноты Германской империи, Гаити, Техаса, Бельгийского Конго, Бельгии, штата Конфедеративных штатов Америки Виргинии и Дании.

### Церера в филателии

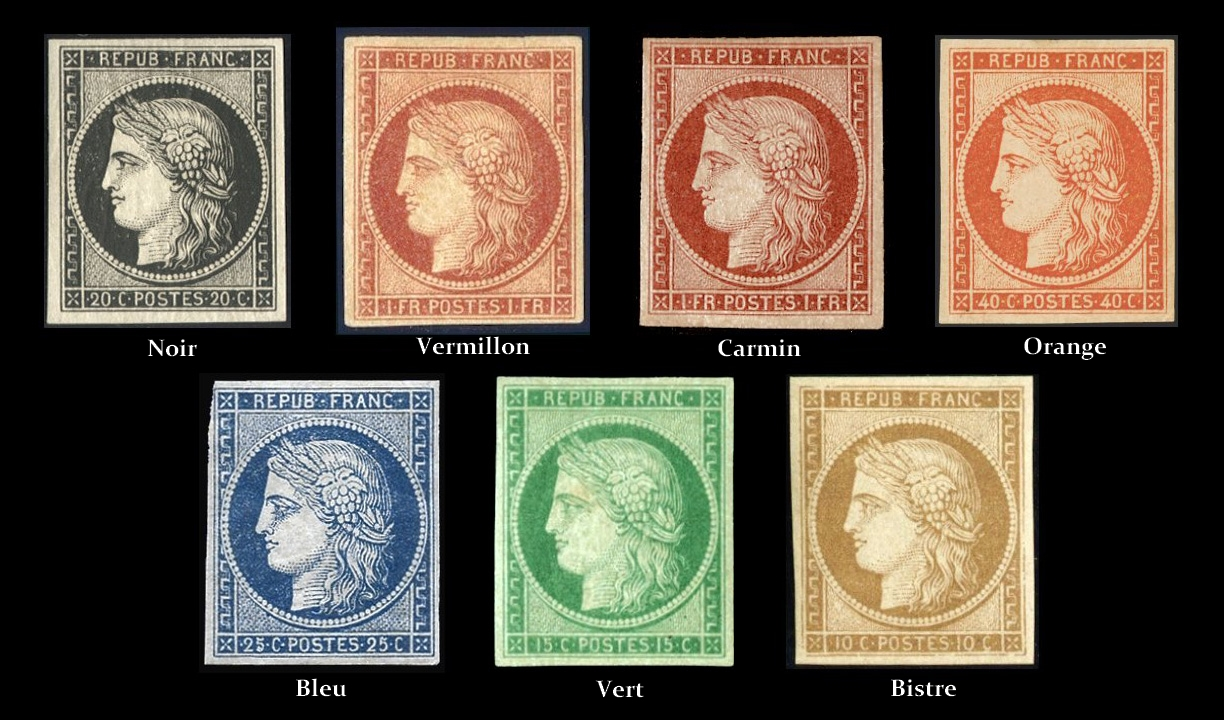
Церера (стандартная серия Франции). Дизайнер Ж.-Ж. Барре в соавторстве со старшим сыном

Церера также нашла отображение на одноимённой французской серии, а также на португальской серии марок «Жница».

## Церера в астрономии
В честь Цереры названа  ближайшая к Солнцу карликовая планета.